# Dan Waern
Dan Waern (Suecia, 17 de enero de 1933) fue un atleta sueco especializado en la prueba de 1500 m, en la que consiguió ser subcampeón europeo en 1958.

## Carrera deportiva
En el Campeonato Europeo de Atletismo de 1958 ganó la medalla de plata en los 1500 metros, llegando a meta en un tiempo de 3:42.1 segundos, tras el británico Brian Hewson (oro con 3:41.9 s que fue récord de los campeonatos) y por delante del irlandés Ron Delany (bronce).